# Richard Patrick
Richard Patrick (Bay Village, Ohio, 1968. május 10. –) amerikai rockzenész.
A Filter zenekar frontembere, de a legújabb, Army of Anyone nevű zenekara vezetésére koncentrál. Kilencéves kora óta játszó gitárosként a U2 és a The Cure zenekarokat említi, mint elsődleges zenei hatásokat. Különösen a zenei áramlás és a technológia invenciózus használata voltak azok, amik megfogták ezen művészek zenéjében.

## Nine Inch Nails
Patrick szórakozott egy ideig néhány legkevésbé sem ortodox szellemben íródott hangkollázzsal, amikor két és fél évet töltött a Nine Inch Nails koncertzenekarának gitárosaként. Az egyetlen rögzített közreműködése – egy zúgó gitárhang – a Pretty Hate Machine albumon található „Sanctified” végén hallható. Annak köszönhetően, hogy Trent Reznor nem engedett neki semmilyen alkotói vagy zenei közreműködést, úgy döntött, otthagyja a zenekart a The Downward Spiral album felvételei közben, 1993-ban.

## Filter
A Nine Inch Nails-től való elválása után Brian Lieseganggel Filter néven megalakította saját industrial rock zenekarát. A zenekar eddig hét albumot rögzített, 2021-ben érkezik a nyolcadik is.
Patrick hosszú ideig alkoholizmussal küzdött, egyszer még egy repülőn is lerészegedett, levette ruháit, és "birkózni" kezdett a légi utaskísérőkkel, akik megpróbálták őt leállítani. Ez ihlette a „Take a Picture” c. dalt. Majd 2002-ben rehabilitációra vonult alkoholfüggőség miatt. November 11-én, kezelése befejeztével, a következő nyilatkozatot tette közzé a weboldalán:

„Üdv, itt Richard újra, életben vagyok és nagyon jól! A rehab volt a legjobb dolog, ami valaha történt velem, tiszta a fejem, a testem fitt és nagyszerűen érzem magam. Köszönöm nektek a sok szeretetet és támogatást, amit tényleg éreztem az elmúlt 45 napban.
El sem tudom mondani, milyen nagyszerűen érzem magam. A rehab alatt mindent átgondoltam az életemben. Most, hogy már nem pazarlom az időmet arra, hogy elbasszam magam, több energiát fektethetek abba, hogy zenét írjak. Már most mondhatom, hogy nagy terveim vannak a Filterrel, és sok más zenei projekttel kapcsolatban, amik mostanában foglalkoztatnak. Nagyon büszke vagyok erre a zenekarra, és arra, amit elértünk, még akkor is, ha elbaszott állapotban voltam, de most, hogy jól vagyok, már ki tudja, mikre leszünk képesek. Tudom, hogy ez most úgy hangozhat, mint egy tipikus rehabos levél, teli klisékkel, de mivel én még sosem mondtam ilyeneket, ez nekem nem klisé. Úgyhogy köszönöm, hogy itt voltatok és végig támogattatok, hamarosan újra írok! ”

Annak ellenére, hogy megalapította az Army of Anyone zenekart (lásd lent), Richard Patrick számos alkalommal állította, hogy a Filter még működik, annak ellenére is, hogy számára jelenleg az Army of Anyone az első.

## Army Of Anyone
Amikor a Filter negyedik albuma számára írt dalokat, Patrick felhívta a DeLeo testvéreket a Stone Temple Pilots zenekarból, hogy segítsenek neki megírni egy dalt. Az eredmény az „A Better Place” c. szerzemény lett. A trió a közös munka alatt tapasztalt összhang miatt úgy döntött, Army of Anyone néven új zenekart alapít.
2005. szeptember 29-én jelentették be az Army of Anyone létrejöttét. Dean és Robert DeLeo mellett David Lee Roth korábbi dobosa, Ray Luzier is csatlakozott a zenekarhoz.
Az Army of Anyone azonos című debütáló albuma 2006. november 14-én jelent meg.

## Érdekességek
- Richard Patrick a színész Robert Patrick testvére, aki olyan filmekben játszott szerepeiről ismert, mint a Terminátor 2. – Az ítélet napja és az X-akták.
- Patrick 2006. október 29-én kötött házasságot feleségével.
- Patrick hatalmas Star Wars-rajongó.